# Sumberwringin (Sumberwringin)
Sumberwringin is een bestuurslaag in het regentschap Bondowoso van de provincie Oost-Java, Indonesië. Sumberwringin telt 4534 inwoners (volkstelling 2010).